# منتون
منتون (به انگلیسی: Menthone) با فرمول شیمیایی C۱۰H۱۸O یک ترکیب شیمیایی با شناسه پاب‌کم ۲۶۴۴۷ است. که جرم مولی آن 154.25 g/mol می‌باشد. 